# Dorino Vanzo
Pour les articles homonymes, voir Vanzo.
Dorino Vanzo, né le 22 février 1950 à Riese Pio X (Vénétie), est un coureur cycliste italien, professionnel de 1973 à 1979.

## Palmarès
- 1971
  - 3e de Bassano-Monte Grappa
- 1972
  - Grand Prix de l'industrie et du commerce de San Vendemiano
  - 2e de Bassano-Monte Grappa

## Résultats sur les grands tours

### Tour d'Italie
4 participations
- 1974 : abandon (22e étape)
- 1976 : abandon (18e étape)
- 1977 : 42e
- 1978 : 22e

### Tour de France
1 participation
- 1979 : 64e